# Santo Domingo Armenta
Santo Domingo Armenta är en ort i Mexiko.   Den ligger i kommunen Santo Domingo Armenta och delstaten Oaxaca, i den sydöstra delen av landet, 400 km söder om huvudstaden Mexico City. Santo Domingo Armenta ligger 57 meter över havet och antalet invånare är 2 577.
Terrängen runt Santo Domingo Armenta är platt, och sluttar söderut.  Närmaste större samhälle är Cuajinicuilapa de Santa Maria, 16,2 km norr om Santo Domingo Armenta. Omgivningarna runt Santo Domingo Armenta är en mosaik av jordbruksmark och naturlig växtlighet.